# Vahit Emre Savaş
Vahit Emre Savaş (ur. 7 marca 1995 w Ankarze) – turecki siatkarz, reprezentant kraju, grający na pozycji środkowego.

## Sukcesy klubowe
Mistrzostwo Turcji:
- 2025[5]
- 2024[6]
- 2015, 2021, 2023[7]

Puchar CEV:
- 2025[8]
- 2018

Superpuchar Turcji:
- 2019

## Sukcesy reprezentacyjne
Mistrzostwa Świata U-23:
- 2015[9]

Liga Europejska:
- 2023[10]
- 2022[11]
- 2018

## Nagrody indywidualne
- 2018: Najlepszy środkowy Ligi Europejskiej